# Debbie Huband
Deborah Ellen Huband, detta Debbie (Ottawa, 5 settembre 1956), è un'ex cestista canadese.

## Carriera
Con il Canada ha disputato i Giochi olimpici di Los Angeles 1984 e tre edizioni dei Campionati mondiali (1979, 1983, 1986).